# Leinwand (Kriminalroman)
Leinwand ist ein Kriminalroman von Feridun Zaimoglu aus dem Jahr 2003. Er erschien im Rotbuch-Verlag und erhielt im Jahr seines Erscheinens den Preis der Jury in Klagenfurt.
Zaimoglu ist leidenschaftlicher Maler, was sich sowohl im Titel als auch in weiteren Details des Romans niederschlägt. Das Buch ist als Kriminalkomödie angelegt.

## Handlung
Kommissar Seyfeddin Karasu, der in Kiel Dienst tut, wartet, nachdem eine in drei Leinwände gehüllte Leiche aus einem Waldsee gefischt wurde, beim Grillen am dortigen Ufer auf Indizien, die zur Lösung des Falls beitragen könnten. Die ungeliebte neue Praktikantin ist etwas verwundert über die Methoden des Deutschtürken. Am See kommt man sich jedoch näher.

## Rezensionen
Steffen Kraft beschrieb in einer freundlichen Rezension des Buches im Tagesspiegel die türkische Hauptfigur des Romans als in Deutschland „gut eingelebt. Selbst den latenten Rassismus seiner Kollegen hat er angenommen und bezeichnet Schwarze während des Verhörs gerne mal als »Wulstlippen«“:
Sebastian Domsch von der FAZ verriss dagegen Zaimoglus Werk als mögliches Tatort-Drehbuch und empfahl, den Roman einer „gründlichen Überarbeitung“ zu unterziehen. Selbst für „ernsthafte Krimiliebhaber“ sei das Werk ungeeignet: Plot und Spannungskurve habe der Autor über die engagierte Ausarbeitung vergnüglicher Passagen aus dem Blick verloren.